# Jämsänjoki
Jämsänjoki är ett vattendrag i Finland.   Det ligger i landskapet Mellersta Finland, i den södra delen av landet, 190 km norr om huvudstaden Helsingfors.